# هشام الحيدري

### نبذة:

يتولى الدكتور هشام بن محمد الحيدري منصب الرئيس التنفيذي للهيئة منذ تأسيسها ويقود دفتها لتحقيق مهامها وأهدافها بما يتماشى مع مستهدفات رؤية المملكة 2030 وتطلعات الأشخاص ذوي الإعاقة لتمكينهم وتعزيز مشاركتهم في كافة مناحي الحياة، وقد حققت الهيئة بقيادته عدد من الإنجازات أبرزها صدور المرسوم الملكي بالموافقة على نظام حقوق الأشخاص ذوي الإعاقة، بالإضافة إلى تحديث الاستراتيجية الوطنية للأشخاص ذوي الإعاقة، وانشاء السجل الوطني الالكتروني للأشخاص ذوي الإعاقة، والعمل على عدد من المبادرات ابرزها مبادرة السبت البنفسجي وأسهمت هذه الاعمال في رفع نسبة مستوى الخدمات المقدمة للأشخاص ذوي الإعاقة ومتطلباتهم في مجال التعليم والتدريب والتوظيف، والصحة، والإسكان، والنقل والترفيه والرياضة والبحوث والدراسات وكافة مجالات الحياة بما يحقق تطلعاتهم وصولًا لمجتمع شامل وموائم ومتكافئ الفرص.

### الحياة العلمية:
حصل الدكتور هشام الحيدري على شهادة البكالوريوس في علوم التأهيل والعلاج الطبيعي من جامعة الملك سعود.
وحاصل على شهادة الماجستير في علوم التأهيل من جامعة مانشستر.
وحاصل على شهادة الدكتوراه في إعادة التأهيل والعلاج الطبيعي من جامعة لوما ليندا في كاليفورنيا(Loma Linda University)، كما شارك في تأليف عدد من الكتب والرسائل العلمية في العلاج الطبيعي وإعادة التأهيل.

### الحياة المهنية:
بدأ الدكتور هشام الحيدري مسيرته المهنية كأخصائي علاج طبيعي في مدينة الملك عبدالعزيز الطبية بالحرس الوطني، ثم أسس اقسام العلاج الطبيعي في مدينة الملك فهد الطبية، ثم نائب المدير الطبي لمستشفى التأهيل بالمدينة، وقام بتأسيس مركز الأمير سلطان للخدمات المساندة للتربية الخاصة التابع لوزارة التعليم كما شغل منصب الرئيس التنفيذي للمركز، ثم عمل كمستشار ومساعد للأمين العام لشؤون التأهيل في جمعية الأطفال ذوي الإعاقة، وعضواً في مركز التميز للتوحد حتى عام 2023م وعضواً في جمعية شمعة التوحد وعدد من العضويات واللجان المتعلقة بالأشخاص ذوي الإعاقة كما حصل على جائزة أفضل رئيس تنفيذي عربي لعام 2022م من جائزة التميز الحكومي العربي بالإضافة لتمثيل المملكة في عدد من المؤتمرات والندوات العالمية وحالياً ومنذ تأسيس الهيئة عام 2018 يشغل د. هشام الحيدري منصب الرئيس التنفيذي في هيئة رعاية الأشخاص ذوي الإعاقة.